# Střelice (district de Plzeň-Sud)
Pour les articles homonymes, voir Střelice.
Střelice (en allemand : Strelitz) est une commune du district de Plzeň-Sud, dans la région de Plzeň, en République tchèque. Sa population s'élevait à 136 habitants en 2022.

## Géographie
Střelice se trouve à 3 km à l'ouest-sud-ouest de Stod, à 21 km à l'ouest-sud-ouest de Plzeň et à 106 km à l'ouest-sud-ouest de Prague.
La commune est limitée par Hradec au nord, par Stod à l'est, par Holýšov au sud et au sud-ouest.

## Histoire
La première mention écrite de la localité date de 1248.

## Galerie

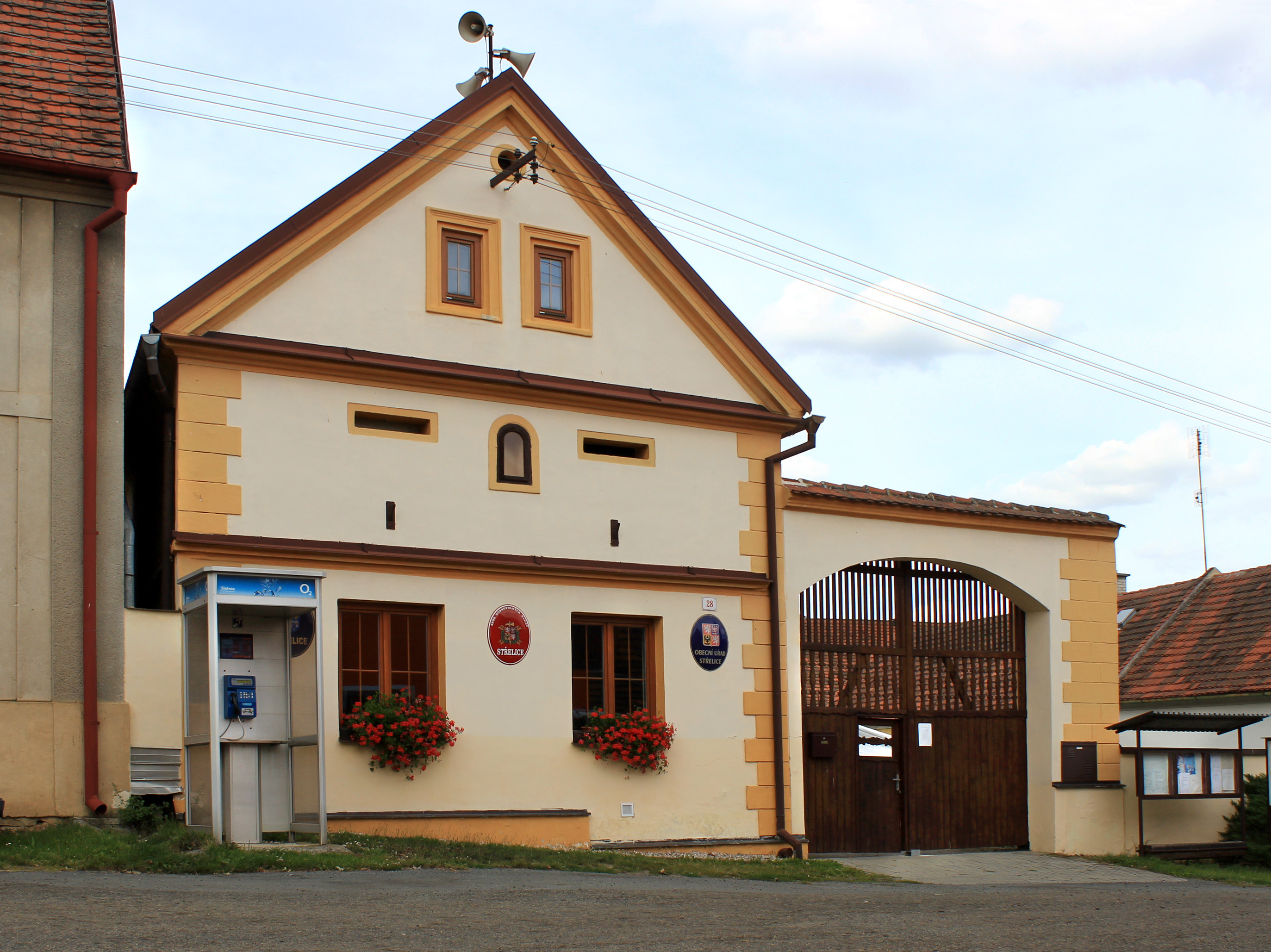
Střelice : la mairie.
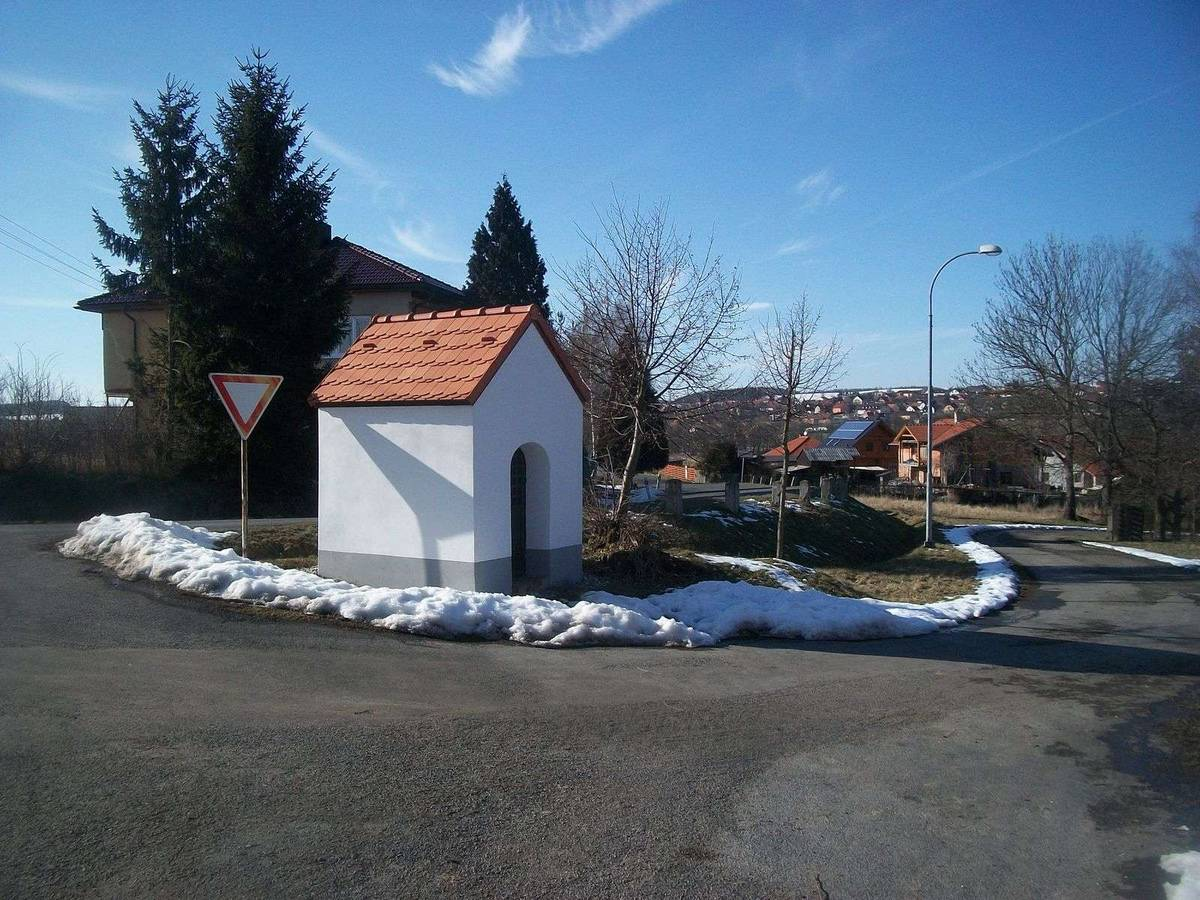
Chapelle à Střelice.

## Transports
Par la route, Střelice se trouve à 5 km de Stod, à 26 km de Plzeň et à 119 km de Prague.